# Special Love
Special Love（スペシャル ラブ）は米米CLUBの24枚目のシングル。1997年1月25日発売。発売元はSony Records。

## 概要
1996年11月に解散を発表した第1期米米CLUBのラストシングルで、カップリング曲も含めて1997年3月1日発売のラストアルバム『PUSHED RICE』の先行シングル。同グループとして最後の8cmシングル作品である。
1995年4月に脱退したギターのジョプリン得能（得能律郎）と、ドラムのRYO-J（坂口良治）も参加。作詞作曲のクレジットはメンバー個人名が表記されている。

## 収録曲
- 作詞・作曲：石井竜也、編曲： 勝又隆一・米米CLUB

1. Special Love
2. Runaway Faraway

## 収録アルバム
- PUSHED RICE (#1,2、共にアルバム・バージョン)
- HARVEST SINGLES 1992-1997 (#1)
- STAR BOX (#1)

## タイアップ
- Special Love:TBS系「ランク王国」オープニングテーマ曲